# Equilibrismo
Equilibrismo é um termo genérico que abrange uma ampla gama de habilidades físicas que envolvem a capacidade de manter o equilíbrio.
Alguns exemplos exibições (normalmente circenses) de equilibrismo são a manipulação de malabares, balizas, monociclo, perna de pau, funambulismo (corda bamba), devil sticks e algumas acrobacias.